# ولایت ارضروم
ولایت ارضروم (ترکی عثمانی: ارضروم ولایتی) یک بخش اداری سطح اول (ولایت) امپراتوری عثمانی بود.
ولایت ارضروم مرزهای مشترک با ایران و امپراتوری روسیه در شرق و شمال شرقی، در شمال با ولایت ترابیزون، در غرب با ولایت سبیاستای و در جنوب با ولایتهای بتلیس، ولایت معمورةالعزیز و وان را دارا بود.
در اوائل قرن بیستم، مساحتی برابر ۲۹٬۶۱۴ مایل مربع (۷۶٬۷۰۰ کیلومتر مربع) و نتایج اولیه اولین سرشماری عثمانی در سال ۱۸۸۵ (منتشر شده در سال ۱۹۰۸) به ۶۴۵٬۷۰۲ نفر جمعیت رسیده است. این یکی از شش ولایت ارمنی در قسمت شرقی آناتولی بود و پیش از جنگ جهانی اول، بسیاری از ارامنه در آنجا زندگی می‌کردند همان‌طور که گرجی‌ها، یونانیان پونیک و یونانی‌های قفقاز و سایر اقوام اعم از مسلمان و مسیحی [عمدتاً یونانی ارتدوکس. و کلیسای حواری ارمنی (ارتدکس / گرگوری)].

## تاریخ
ایالت ارضروم یکی از نخستین استانهای عثمانی بود که پس از اصلاحات اداری در سال ۱۸۶۵ به ایالت تبدیل شد و تا سال ۱۸۶۷ آن را به، ولایت ارضروم تبدیل کرد.
ارزروم در سال ۱۸۷۵ در شش ولایت تقسیم شد ولایت وان، ولایت حکاری، ولایت بتلیس، ولایت خوزات (درسیم) و قارص-چیلدیر. در سال ۱۸۸۸ با دستور امپراتوری، حکاری به ویلای وان پیوست، و هوزات به ولایت معمورةالعزیز.
مناطق قارص و چیلدیر در جنگ روس و ترکیه (۱۸۷۸–۱۸۷۷) به امپراتوری روسیه واگذار شدند، که تا سال ۱۹۱۷ آن را به عنوان منطقه اوبلاست قارص اداره می‌کرد.

## تقسیمات اداری
سنجاق ایالت:
1. سنجاق ارضروم (ارضروم، پاسینلر، بایبورت، ایسپیر، Tercan، تورتوم، یوسفعلی، Kiğı، Narman، هینیس)
2. سنجاق ارزنجان (ارزنجان، رفاهیه، کماه، ایلیچ)
3. سنجاق بایزید (دغوبایزید، الشکیرت، دیادین، توتک، استان آغری)

## جمعیتی
در سال ۱۸۹۳، در کل ۱۹ کازا (منطقه) وجود داشت. در کل مسلمانان کازا (سنی و علوی) در اکثریت بودند. کمترین درصد مسلمانان (۶۴٪) در خزانه حنیس بودند. بیشتر پروتستان‌ها و کاتولیک‌ها ارمنی بودند.
| براساس سرشماری عثمانی در سال ۱۸۹۳، جمعیت سنجاق‌ها، در هزاران نفر، |        |        |         |       |
| گروه‌ها                                                           | ارزروم | بایزید | ارزینان | جمع   |
| مسلمانان                                                         | ۳۱۲٬۲  | ۴۷٬۴   | ۸۵٬۹    | ۴۴۵٬۵ |
| کلیسای حواری ارمنی                                               | ۷۳٬۹   | ۸٬۳    | ۱۹      | ۱۰۱٬۲ |
| کاتولیک‌ها                                                        | ۵٬۴    | ۱٬۳    | -       | ۶٬۷   |
| پروتستان‌ها                                                       | ۱٬۷    | ۰ ۱    | ۰ ۲     | ۲     |
| ارتدکس یونانی                                                    | ۱٬۵    | -      | ۲       | ۳٬۵   |
| دیگران                                                           | ۰ ۲    | -      | -       | ۰ ۲   |
| جمع                                                              | ۳۹۴٬۹  | ۵۷٬۱   | ۱۰۷٬۱   | ۵۵۹   |